# Irwin, Pennsylvania
Irwin är en ort i Westmoreland County i delstaten Pennsylvania, USA.